# Menophra unicolor
Menophra unicolor là một loài bướm đêm trong họ Geometridae.